# Aspirant
|  | Wiktionary har en ordboksartikel om aspirant. |

Ordet Aspirant (franska sökande av latinets aspirans trakta efter, söka nå upp till) har två olika betydelser, dels en sökande i allmänhet och dels en person som är i utbildning för en viss tjänst. Idag förekommer termen mer sällan. Aspirantsystemet har ersatts av olika former av provtjänstgöring, trainee och andra varianter. Kvar finns exempelvis:
- Aspirant (polis)
- Officersaspirant

Tidigare benämndes bland annat nunnor som genomgår prövotiden innan de skulle mottaga doket för aspiranter. Under exempelvis 1970 nyanställdes 50 % av svenska journalister som aspiranter. Under aspirantutbildning som var 18 månader fick de halv lön de första sex månaderna. Därefter tre fjärdedelar av begynnelselönen, den återstående tiden.